# Seznam ameriških klarinetistov
Seznam ameriških klarinetistov.

## A
- Muhal Richard Abrams

## B
- Alvin Batiste

## K
- Harry Kandel

## P
- Robert Palmer
- Alphonse Picou

## S
- Larry Shields
- David Shifrin
- Andy Statman
- Richard Stoltzman

## T
- Nino Tempo

## W
- David Weber
- Michael White

## Y
- Lester Young